# Tom Martin (scénariste)
Pour les articles homonymes, voir Tom Martin (homonymie) et Martin.
Thomas Joseph Martin, dit Tom Martin, est un scénariste et producteur américain principalement connu pour son travail sur les séries télévisées Les Simpson, WordGirl et Nikki.

## Filmographie

### Réalisateur

#### PourLes Simpson
| Année | Titre                    | Titre original        | Saison | Épisode | Scénariste        |
| ----- | ------------------------ | --------------------- | ------ | ------- | ----------------- |
| 1999  | Les Prisonniers du stade | Sunday, Cruddy Sunday | 10     | 12      | Steven Dean Moore |
| 1999  | Un jouet qui tue         | Grift of the Magi     | 11     | 9       | Matthew Nastuk    |
| 2001  | L'Orgueil du puma        | Pokey Mom             | 12     | 10      | Bob Anderson      |

#### Autre
- 1993 : The Naked Truth 3
- 1994-1997 : Later with Greg Kinnear (8 épisodes)
- 1996 : Saturday Night Live (2 épisodes)
- 1997 : Voilà ! (7 épisodes)
- 1997 : Une fille à scandales (7 épisodes)
- 2000 : Any Given Wednesday
- 2001 : Nikki (2 épisodes)
- 2002 : Joyeux Muppet Show de Noël
- 2002 : Clone High (2 épisodes)
- 2003-2004 : Une famille presque parfaite (2 épisodes)
- 2005 : Todd's Coma
- 2005 : Le Magicien d'Oz des Muppets
- 2005-2006 : The Showbiz Show with David Spade (16 épisodes)
- 2006 : The Year Without a Santa Claus
- 2007 : Jimmy délire (Out of Jimmy's Head) (1 épisode)
- 2008 : Unstable Fables: Tortoise vs. Hare
- 2008-2014 : WordGirl (55 épisodes)
- 2013-2014 : Randy Cunningham: 9th Grade Ninja (4 épisodes)

### Producteur
- 1998-2001 : Les Simpson (67 épisodes)
- 2000-2002 : Nikki (39 épisodes)
- 2002-2003 : Clone High (13 épisodes)
- 2003-2004 : Une famille presque parfaite (23 épisodes)
- 2005 : Todd's Coma